# 육군 항공

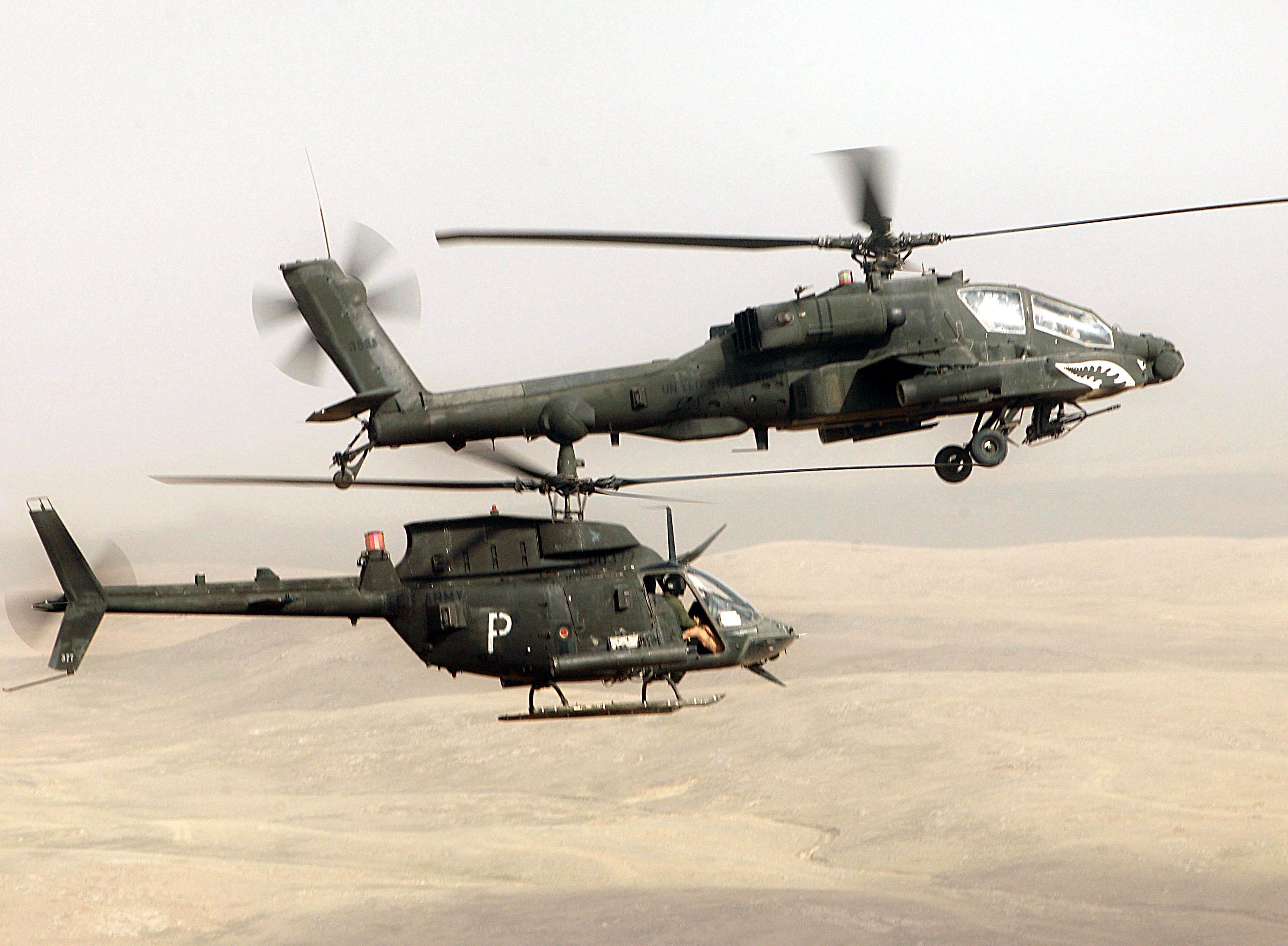
비행 중인 OH-58D 카이오와와 AH-64 아파치

육군 항공대는 육군에서 항공기를 운용하는 부대를 가리키며, 육군 항공대는 주로 군용 헬리콥터나 경량 고정익기를 운용한다. 각 국가의 공군들이 독립된 군종으로 분리되기 전까지는 대부분의 항공기들이 육군과 공조하여 움직였으므로 초기 공군의 이름이 육군 항공대인 경우도 많았다.

## 임무
- 근접항공지원
- 탐색구조
- 연락
- 위기관리
- 의무후송
- 항공정찰

## 목록
- 네팔 육군 항공대
- 노르웨이 육군 항공대
- 대한민국 육군 항공사령부
- 독일 육군
  -  독일 연방/서독 육군 항공대
  -  동독 지상군 항공대
- 말레이시아 육군 항공대
- 미국 육군 항공대, 미국 공군의 전신.
- 브라질 육군 항공 사령부
- 스페인 육군 공중기동대
- 아르헨티나 육군 항공대
- 영국 육군 항공대
- 호주 육군 항공대
- 우크라이나 육군 항공대
- 인도 육군 항공대
- 인도네시아 육군 항공대
- 일본 제국 육군 항공대
- 콜롬비아 육군 항공대
- 포르투갈 육군 항공대
- 프랑스 육군 경항공대

## 같이 보기
- 해군 항공대
- 항공전